# Mauritius papeda
De Mauritius papeda (Citrus hystrix DC.), djeroek poeroet of kaffirlimoen, is een tot 12 m hoge, groenblijvende citrusboom die inheems is op het eiland Soembawa. De jonge stengels zijn kantig en afgevlakt en dragen in de bladoksels korte, stugge doornen. De afwisselend geplaatste bladeren zijn eirond, fijn gekarteld en tot 15 x 6 cm cm groot. De bloemen staan met een tot vijf stuks in bladokselstandige bloeiwijzen.
De papeda is een vrucht, die tot 7 cm groot wordt. Rijp is de vrucht groen tot groengeel van kleur. Afgezien van de pokdalige schil lijkt hij op een citroen. Het vruchtvlees is in 10 tot 12 partjes verdeeld en smaakt zuur, iets bitter en fruitig. Als voedsel gebruikt men de papeda net als de limoen. Het sap, de geraspte schil en hele gekookte vruchten gebruikt men als zeep en shampoo. De gedroogde en gestampte bladeren van de plant gebruikt men als kruiderij.
Limoenblad wordt gebruikt in Zuidoost-Aziatische keukens, zoals de Thaise, indonesische en Cambodjaanse keuken, met name om er vis- en gevogeltegerechten mee te parfumeren. Het blad is decoratief in gerechten en wordt daarom voor het opdienen niet altijd verwijderd. Het is echter te hard om op te eten.
De papeda wordt in Zuidoost-Azië, Mauritius en op Sri Lanka gekweekt.
In Nederland wint deze vrucht aan bekendheid onder de naam "Thai lemon" als ingrediënt van een vruchtenfrisdrank. Deze alternatieve benaming komt oorspronkelijk uit Zuid-Afrika, waar kaffer een scheldwoord is, maar wordt ook in Amerika gebruikt. In Nederland wordt de vrucht verkocht in Indische en Chinese supermarkten onder de naam "djeroek lime" en de bladeren als "djeroek poeroet". In België staat de vrucht bekend als "wilde limoen".

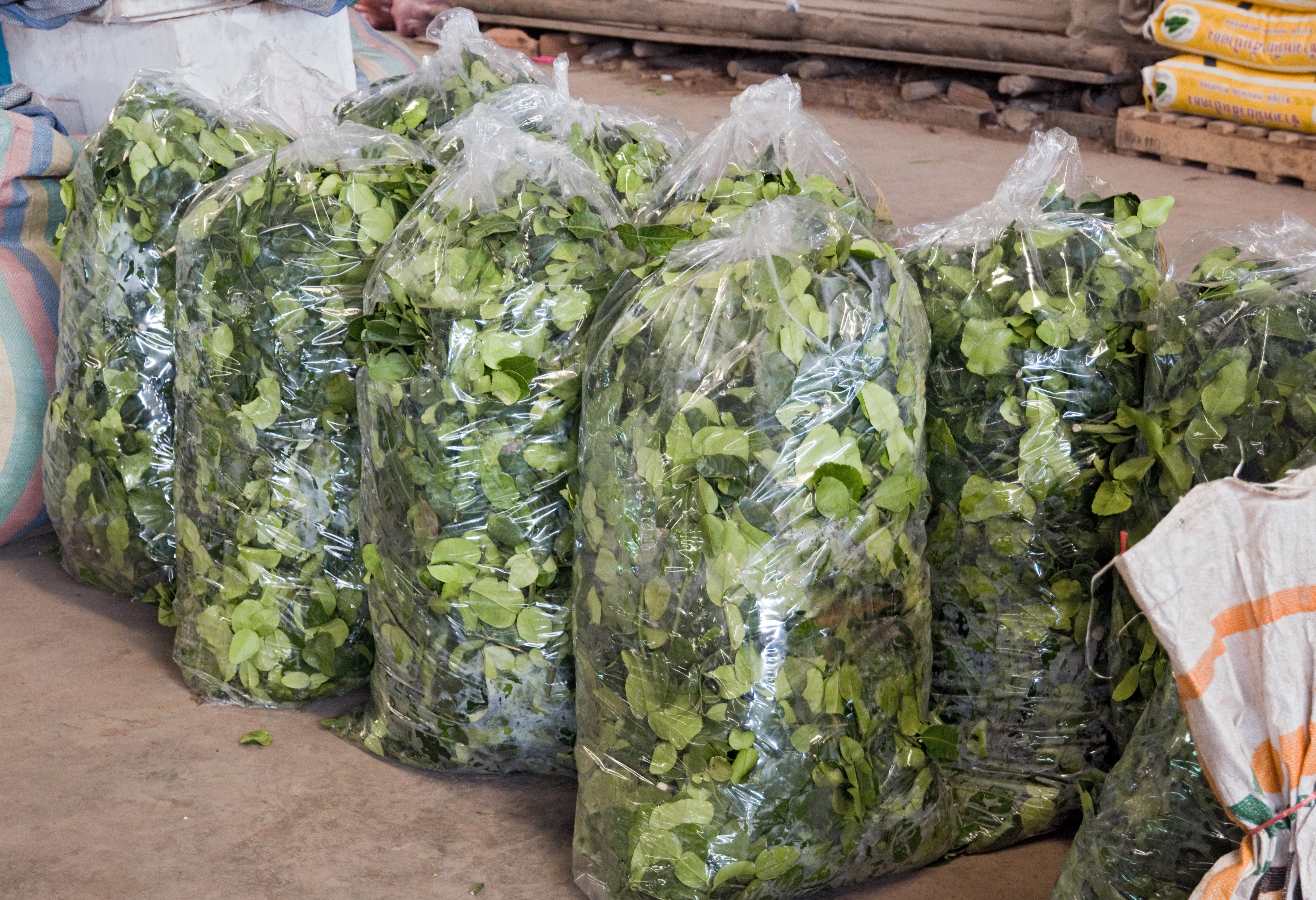
Zakken met Citrus hystrix bladeren te koop op de Phou Puy groothandelsmarkt  in Battambang, Cambodja (augustus 2022)
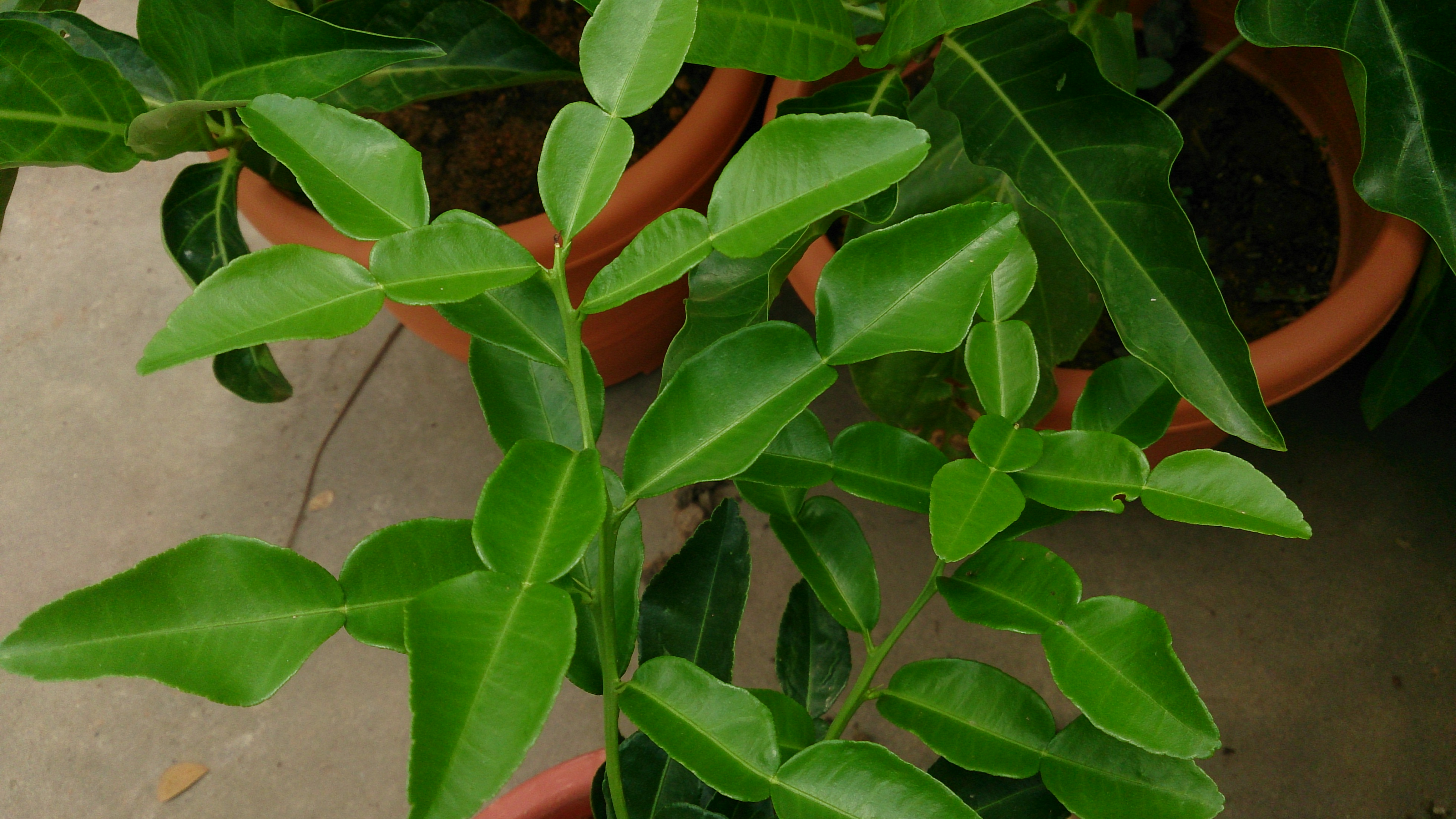

## Voetnoten
1. ↑  (fr)  Augustin Pyramus de Candolle, (1813) Théorie élémentaire de la botanique
2. ↑  (en)  Agouillal F, Taher Z. M, Moghrani H, Nasrallah N, El-Enshasy H. A Review of Genetic Taxonomy, Biomolecules Chemistry and Bioactivities of Citrus Hystrix DC. Biosci Biotech Res Asia 2017;14(1). http://www.biotech-asia.org/?p=22931
3. ↑  https://www.cbc.ca/news/canada/common-lime-name-has-racist-history-1.2698863. Gearchiveerd op 6 april 2023.

... · 
C. aurantifolia (limoen) · 
C. aurantium (zure sinaasappel) · 
Citrus aurantium subsp. currassuviencis (laraha) · 
C. bergamia (bergamot) · 
C. ×clementina (clementine) · 
C. hystrix (papeda) · 
C. japonica (Chinese kumquat) · 
C. ×junos (yuzu) · 
C. kinokuni (cherry orange) · 
C. limon (citroen) · 
C. maxima (pompelmoes) · 
C. maxima × paradisi (pomelo) · 
C. medica (sukadeboom) · 
C. ×microcarpa (calamondin) · 
C. ×natsudaidai (amanatsu) · 
C. ×paradisi (grapefruit) · 
C. reshni · 
C. reticulata (mandarijn) · 
C. reticulata × paradisi (ugli) · 
C. reticulata 'Satsuma' (satsuma) · 
C. sinensis (sinaasappel) · 
C. sinensis 'Cara cara' (cara cara) · 
C. ×tangelo (tangelo) · 
...